# アストラハン・コサック軍

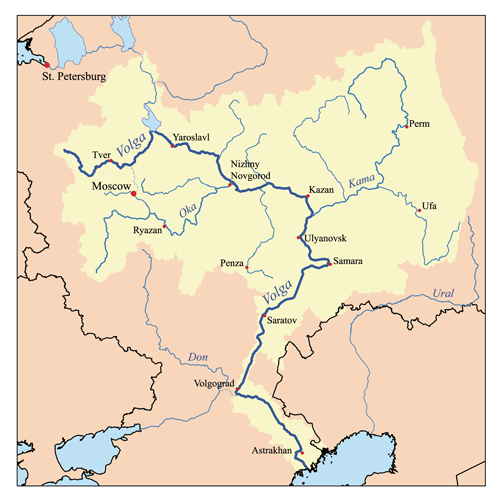
ヴォルガ川の流域。アストラハン・コサックは当川の下流、アストラハンとサラトフの間に居住していた。

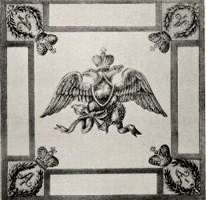
1818年のアストラハン・コサック軍の軍旗。

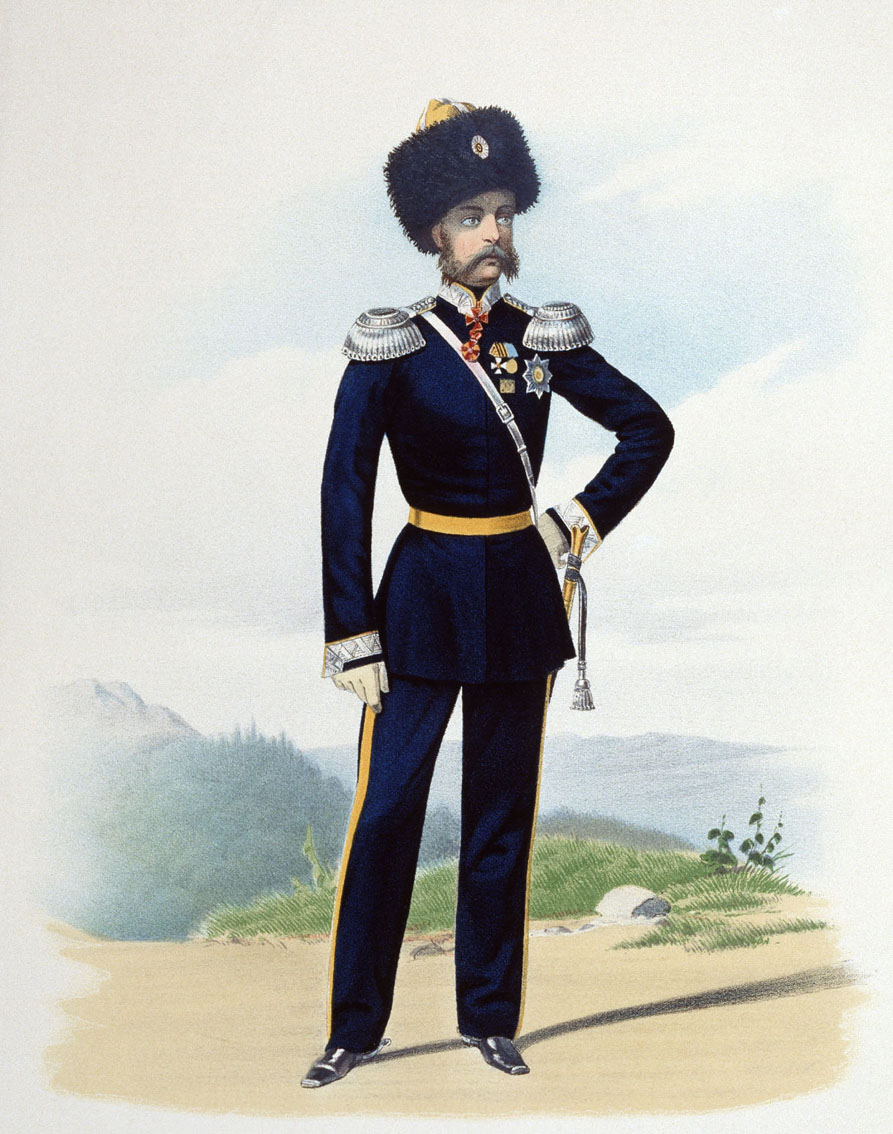
1862年のアストラハン・コサック軍のコサック大将。19世紀のアストラハン・コサックの軍服の定色は黄色で、当コサック軍に圧倒的に多かった「黄色人種」の代表、カルムイク人とその混血児の存在を強調する色であった。

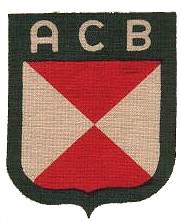
1943年のアストラハン・コサックの臂章。

アストラハン・コサック軍（ロシア語：Астраханское казачье войско；ウクライナ語：Астраханське козацьке військо）は、1817年から1918年までヴォルガ川の下流、アストラハンの周辺に存在したロシア帝国のコサック軍の一つである。ヴォルガ・コサック、カルムイク人とタタール人から編成されていた。

## 概要
1556年にモスクワ大公国はアストラハン・ハン国を亡ぼし、自国の南方国境を警備する100人のヴォルガ・コサック番人衆をアストラハンに入れ置いた。約2世紀後、1737年4月1日にロシアの元老院の命により、番人衆に正教の洗礼を受けた200人のカルムイク人が加えられ、カザフ人とアディゲ人の侵入防止を任ぜられた。さらに、1750年3月28日に元老院は300人の番人衆を500人のコサック連隊へ再編し、ヴォルガ川の右岸、アスタラハンからチョールヌイ・ヤールまでの地域で居住させた。1801年にアストラハン・コサック連隊にツァリーツィン、カムイシン、サラトフのコサック番人衆と、ヴォルガ・コサックの残党、カルムイク人、タタール人も加わえられた。1806年にアストラハン・コサック連隊は3つの連隊 に分けられ、4つの地区で国境警備が任せられた。
1817年にアストラハン・コサックの3つの連隊は正式なアストラハン・コサック軍に再編成され、1818年に当コサック軍の初代軍長にはコサック階級のヴァシーリイ・スクヴォルツォーフが任命された。1833年にアストラハン・コサック軍はカウカズ軍団の管掌から離せられ、任命アタマンとしてのアストラハン県の県知事の支配下に置かれた。1872年にアストラハン・コサック軍は2つの地区に分けられ、3つの連隊から1つの騎兵連隊が構成された。
20世紀の始めにアストラハン・コサック軍は、ツァリーツィン、サラトフ、チェールヌィイ・ヤールとクラースヌイ・ヤールの周辺の4つの集落、16つのゲル型集落と57の村落に駐屯し、882,740ヘクタールの面積を有する土地を持っていた。1916年に女・子供を含むコサック軍の総人口は4万人ちかくであった。平時にはアストラハン・コサック軍が義務を果たすために4つの百人隊からなる1つの騎兵連隊と1つの親衛小隊を国家に出し、戦時には3つの騎兵連隊、1つの親衛小隊、1つの砲兵大隊、1つの特別百人隊と1つの予備百人隊、合わせて約2600人を出していた。
アストラハン・コサックは以下ほどの軍役に参陣していた。
アストラハン周辺のコサック番人衆として
- 1735年 - 1739年：ロシア・トルコ戦争。
- 1796年：ロシア・ペルシア戦争。
- 1812年 - 1814年：ロシア・フランス戦争

アストラハン・コサック軍として
- 1823年 - 1831年：カフカーズ戦争
- 1826年 - 1828年：ロシア・ペルシア戦争。
- 1828年 - 1829年：ロシア・トルコ戦争。
- 1854年 - 1856年：クリミア戦争。
- 1863年 - 1864年：カフカーズ戦争
- 1876年 - 1881年：トルキスタン（フェルガナ州）での警備勤務。
- 1877年 - 1878年：ロシア・トルコ戦争。
- 1887年 - 1901年：トルキスタン（ザカスピ州）での警備勤務。
- 1904年 - 1905年：日露戦争（国内治安）
- 1914年 - 1918年：第一次世界大戦

1917年のロシア革命後、ボリシェヴィキ政権が誕生すると、アストラハン・コサック軍は「反革命的」な組織と見なされ、弾圧を受けた。1918年2月にボリシェヴィキの赤軍がアストラハンを占領し、2月26日にボリシェヴィキ系のアストラハン軍事委員会会長のミーナ・アーリストフはアストラハン・コサック軍を廃止した。これによってアストラハンのコサックはドン地方とウラル地方へ逃亡し、白軍に加わって当地方で赤軍と戦った。1919年10月から11月にかけてコサックの一部は白軍によるアストラハンの戦いに参加したが、ボリシェヴィキに敗れた。1920年にアストラハン・コサック軍は事実上消滅した。弾圧と殺害を逃れたアストラハン・コサックの残党は1943年と1945年にドイツ国防軍のコサック諸連隊に編成された。

## 指揮官・アタマン
| アストラハン・コサック連隊の指揮官         | アストラハン・コサック連隊の指揮官   | アストラハン・コサック連隊の指揮官 |
| ------------------------------------------ | ------------------------------------ | ---------------------------------- |
| スロボードチコフ大佐                       | Слободчиков                          | 1737年—1761年                      |
| ガリーツィン百人隊長                       | Гальцин                              | 1761年—1764年                      |
| フトケーヴィチ大佐                         | Хуткевич                             | 1764年—1767年                      |
| スミルノーフ百人隊長                       | Смирнов                              | 1767年—1777年                      |
| グリゴリー・ペルシドスキー少佐             | Григорий Васильевич Персидский       | 1777年—1790年                      |
| ピョートル・スクラジンスキー准将           | Пётр Михайлович Скаржинский          | 1790年—1792年                      |
| パーヴェル・ポポフ准将                     | Павел Семёнович Попов                | 1792年—1815年                      |
| ワシーリイ・スクヴォルツォーフ軍長         | Василий Филиппович Скворцов          | 1815年—1816年                      |
| ロマーン・バグラチオン大佐                 | Роман Иванович Багратион             | 1816年—1818年                      |
| アストラハン・コサック軍の任命アタマン     |                                      |                                    |
| ワシーリイ・スクヴォルツォーフ軍長         | Василий Филиппович Скворцов          | 1818年—1823年                      |
| パーヴェル・ペトローフ大佐                 | Павел Иванович Петров                | 1826年—1835年                      |
| ワシーリイ・ノーソフ大佐                   | Василий Иванович Носов               | 1835年—1836年                      |
| イヴァン・レヴェンシュテルン大佐           | Иван Иванович Левенштерн             | 1836年—1837年                      |
| エルンスト・フォン・デル・ブリッゲン少将   | Эрнст фон дер Бригген                | 1838年—1848年                      |
| アレクサーンドル・ヤフィモーヴィチ少将     | Александр Матвеевич Яфимович         | 1848年—1849年                      |
| ミハイール・ヴルーベリ少将                 | Михаил Антонович Врубель             | 1849年—1857年                      |
| アレクサーンドル・テレペレフスキー少将     | Александр Евгеньевич Терпелевский    | 1857年—1858年                      |
| ニコラーイ・ベクレミーシェフ少将           | Николай Петрович Беклемишев          | 1858年—1862年                      |
| ミハイール・トルストーイ大佐               | Михаил Павлович Толстой              | 1862年—1864年                      |
| グレゴーリイ・モーロストフ大佐             | Григорий Васильевич Молостов         | 1864年—1867年                      |
| アレクサーンドル・グリケーヴィチ少将       | Александр Васильевич Гулькевич       | 1867年—1875年                      |
| K. フォッス少将                            | К. Ю. Фосс                           | 1876年—1880年                      |
| ニコラーイ・プロターソフ＝フメーチェフ少将 | Николай Алексеевич Протасов-Бахметев | 1880年—1882年                      |
| イェヴゲーニイ・ヤンコーフスキー少将       | Евгений Осипович Янковский           | 1882年—1883年                      |
| ニコラーイ・ツェーイメルン少将             | Николай Максимович Цеймерн           | 1884年—1888年                      |
| レオニード・ヴャーゼムスキー少将           | Леонид Дмитриевич Вяземский          | 1888年—1890年                      |
| ニコラーイ・テヴャーシェフ中将             | Николай Николаевич Тевяшев           | 1890年—1895年                      |
| ミハイール・ガーゼンカムプフ中将           | Михаил Александрович Газенкампф      | 1895年—1903年                      |
| ブロニスラーフ・グロムブチェーフスキー少将 | Бронислав Людвигович Громбчевский    | 1903年—1906年                      |
| イヴァン・ソコロフスキー中将               | Иван Николаевич Соколовский          | 1906年—1917年                      |
| イヴァン・ビリュウコーフ少将               | Иван Алексеевич Бирюков              | 1917年—1918年                      |
| アストラハン・コサックのアタマン           |                                      |                                    |
| ニコラーイ・リャーホフ少将                 | Николай Васильевич Ляхов             | 1943年—1945年                      |